# Volleybalvereniging Set-Up'65 2017-2018
Questa voce raccoglie le informazioni riguardanti il Volleybalvereniging Set-Up'65 nelle competizioni ufficiali della stagione 2017-2018.

## Organigramma societario
Area direttiva
- Presidente: Rene Bosch

Area tecnica
- Allenatore: Brahim Abchir

## Rosa
| N° | Nome                      | Ruolo | Data di nascita   | Nazionalità sportiva |
| -- | ------------------------- | ----- | ----------------- | -------------------- |
| 1  | Jorinda Kremer            | L     | 24 febbraio 1994  | Paesi Bassi          |
| 2  | Inge Molendijk            | P     | 9 dicembre 1992   | Paesi Bassi          |
| 3  | Jorieke Bodde             | O     | 5 maggio 1996     | Paesi Bassi          |
| 4  | Annelin Pasveer           | L     | 24 gennaio 1991   | Paesi Bassi          |
| 5  | Jopke Schutte             | S     | 1996              | Paesi Bassi          |
| 6  | Kiki von Piekartz         | P     | 19 settembre 1995 | Paesi Bassi          |
| 7  | Merle Baasdam             | S     | 12 novembre 1998  | Paesi Bassi          |
| 8  | Marleen van Benthem       | S     | 14 febbraio 1986  | Paesi Bassi          |
| 9  | Marianne het Lam-Scholten | C     | 19 settembre 1991 | Paesi Bassi          |
| 11 | Daphne Giesselink         | C     | 14 aprile 1992    | Paesi Bassi          |
| 15 | Shanlee McLennan          | C     | 1993              | Canada               |